# Гамбург (фильм)
«Гамбург» (фильм 1926 года режиссёра Владимира Баллюзека, также известный под названиями «Красное братство» и «История одного побега») — экранизации произведения Ларисы Рейснер «Гамбург на баррикадах».
- Сценарий к фильму «Гамбург» был написан Шрейбер Серафимой Львовной по очеркам «Гамбург на баррикадах» Ларисы Рейснер.
- Литературный редактор сценария Юрий Яновский
- Операторы Мариус Гольдт, Иосиф Рона
- Художник Георгий Байзенгерц
- Актёры: Г. Спранце, Иван Замычковский, Владимир Лисовский, Матвей Ляров, Андрей Мальский, Александр Чуверов, К. Западная, Константин Гарин, Леонид Чембарский, Владимир Ланской, Мария Романовская, Леонид Барбэ, Осип Мерлатти, Ружицкий, А. Симонов (II), К. Радмин, Я. Рейнич, Михаил Смоленский, В. Крицкий, Комарова, А. Белов

Производство ВУФКУ (Одесса)

## Сюжет
Фильм сохранился не полностью. Насколько можно судить по сохранившимся частям, сюжет в основном связан с историей побега коммуниста Нильса Унгера из тюрьмы (тюремной больницы), куда он попал по воле властей во время судебных расправ над рабочими, участниками революционной борьбы.